# Friedrich Krebs (Politiker)
Friedrich „Fritz“ Krebs (* 9. Mai 1894 in Germersheim; † 6. Mai 1961 in Frankfurt am Main) war ein deutscher Jurist und Mitglied der NSDAP. In der Zeit des Nationalsozialismus war er von März 1933 bis März 1945 Oberbürgermeister der Stadt Frankfurt am Main.

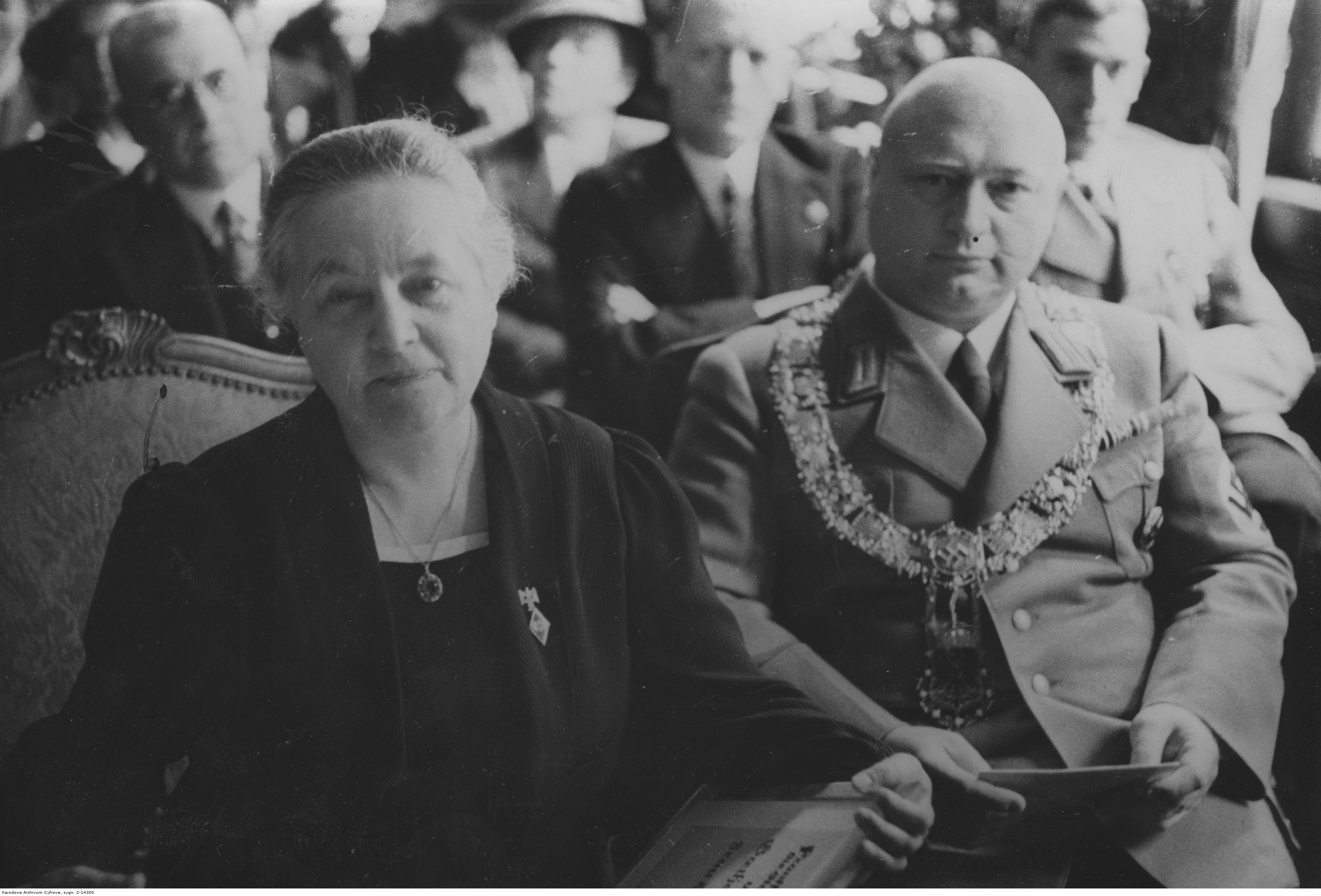
Krebs mit Agnes Miegel, 1940

## Leben
Krebs wuchs im Elsass auf und besuchte Schulen in Thann, Weißenburg und Straßburg. Nach dem Abitur 1912 studierte er Rechts- und Staatswissenschaften an der Kaiser-Wilhelm-Universität Straßburg. Während seines Studiums wurde er 1912 Mitglied der Burschenschaft Germania Straßburg und gehörte ihr zeitlebens an. 1914 bis 1918 nahm er als Kriegsfreiwilliger am Ersten Weltkrieg teil. Nach der Annexion des Elsass durch Frankreich wurde er Ende 1918 aus Straßburg ausgewiesen und kam nach Frankfurt am Main, wo er 1919 sein juristisches Staatsexamen ablegte. Nach seiner Promotion 1922 an der Universität Gießen war er von 1923 bis 1925 Richter am Amts- und Landgericht in Frankfurt, 1926 bis 1928 Mitarbeiter der deutschen Vertretung am deutsch-englischen Schiedsgericht in Berlin und 1928 bis 1933 Landgerichtsrat beim 4. Zivilsenat des Oberlandesgerichtes Frankfurt.

## Politiker
Parallel zu seiner juristischen Laufbahn engagierte sich Krebs in der Völkischen Bewegung (1922 bis 1925). 1924 wurde er Frankfurter Ortsgruppenleiter der Nationalsozialistischen Freiheitspartei, einer Ersatzorganisation der damals verbotenen NSDAP. Zum 1. Dezember 1929 trat er in die NSDAP ein (Mitgliedsnummer 173.763), zog für sie 1932 als Abgeordneter in den Preußischen Landtag ein und gehörte dieser Körperschaft bis zu ihrer Auflösung im Oktober 1933 an.
Als der Frankfurter Oberbürgermeister Ludwig Landmann am 12. März 1933 infolge der Machtergreifung Hitlers und der damit verbundenen Neuwahlen in der Stadtverordnetenversammlung aus seinem Amt vertrieben wurde, wurde Krebs zu seinem kommissarischen Nachfolger ernannt. Am 13. Juni wurde seine Ernennung in einer Wahl vom neuen Parlament in seiner Abwesenheit bestätigt. Bei der Wahl waren fast nur Mitglieder der NSDAP anwesend. Die Mitglieder der SPD und der KPD hätten zwar gemeinsam eine Mehrheit gehabt, wurden jedoch zuvor verboten.
Am 28. März 1933 verfügte Krebs, alle jüdischen Angestellten und Beamten der Stadt aus dem Amt zu entfernen. Davon waren 81 Mitglieder der Stadtverwaltung oder der städtischen Gesellschaften betroffen. Sein Vorgehen wurde formal durch das einige Tage später geschaffene Gesetz zur Wiederherstellung des Berufsbeamtentums vom 7. April 1933 legalisiert. Auch die Statue von Friedrich Ebert vor der Frankfurter Paulskirche wurde entfernt. 1935 ernannte Krebs nach Hitlers telegrafischer Zustimmung Frankfurt zur Stadt des Deutschen Handwerks. Zuvor hatte er als Nachfolger Ludwig Landmanns temporär den Verwaltungsratsvorsitz des Fernstraßenbauvereins HaFraBa inne und hatte zunächst mehrfach versucht, Frankfurt den Titel Stadt der Straßen zu verschaffen. Dieses Ansinnen wusste aber der Generalinspektor für das deutsche Straßenwesen, Fritz Todt, erfolgreich zu verhindern, um jede Erinnerung an den Gründungsort der HaFraBa und die immense Bedeutung dieses Vereins für die Vorarbeiten zum Bau der Reichsautobahn zu tilgen. Todt war während seiner Wirkungszeit sehr darum bemüht, den Ruhm für die Autobahnidee allein Hitler zuzuschreiben und so die Straßen des Führers in ungeschmälertem Glanz erstrahlen zu lassen.
Krebs, der auch in der Reichsmusikkammer und seit 1935 zusätzlich im Reichskultursenat tätig war, wurde 1935 Leiter der Reichsfachschaft Konzertwesen. 1937 trat er der SA bei, in der er 1939 zum Obersturmbannführer aufstieg. 1941 war er anlässlich der Eröffnung von Rosenbergs antisemitischem Frankfurter Institut zur Erforschung der Judenfrage einer der Festredner.
Nach den schweren Luftangriffen auf Frankfurt am 18. und 22. März 1944 veranstaltete die NSDAP unter Krebs eine Kundgebung unter dem Motto Wir kapitulieren nie! Am 28. März 1945 endete für Frankfurt der Zweite Weltkrieg.

## Krebs nach dem Kriegsende
Krebs wurde von der amerikanischen Militärregierung nach seiner Flucht und anschließenden Verhaftung bis 1948 im Lager Darmstadt interniert. Im Spruchkammerverfahren wurde er 1947 als minderbelastet eingestuft. Die Begründung lautete, er habe sein Amt durchaus gerecht, korrekt, sauber und unbeeinflußt durch nationalsozialistische Tendenzen ausgeübt, so dass sein Verhalten nicht sanktioniert wurde. Maßgeblich für diese Einschätzung waren die zahlreichen Persilscheine, die Mitbürger zu seiner Entlastung ausstellten. Diese bezogen sich auf einzelne Begebenheiten, z. B. Krebs’ Anweisung an die Feuerwehr am 9. November 1938, die brennende Westendsynagoge zu löschen, oder seine Konflikte mit dem Gauleiter Jakob Sprenger. Es ist jedoch festzuhalten, dass Krebs in seiner zwölfjährigen Amtszeit sämtliche Maßnahmen zur Gleichschaltung der Frankfurter Institutionen (Johann Wolfgang Goethe-Universität, Städtische Bühnen), zur Durchsetzung der NS-Rassenpolitik und zur Vernichtung der jüdischen Gemeinde Frankfurts bis hin zur Deportation 1941/42 mitzuverantworten hat.
Er wurde Parteivorsitzender und Stadtverordneter der Deutschen Partei und bemühte sich 1950 bis 1953 um eine Zulassung als Rechtsanwalt, die ihm das hessische Justizministerium jedoch verweigerte, u. a. wegen einer demokratiefeindlichen und vom nationalsozialistischen Geist geprägten öffentlichen Rede 1952. Erst im November 1953, nachdem er sein Mandat als Stadtverordneter niedergelegt hatte und aus der DP ausgetreten war, erhielt er seine Anwaltszulassung und ließ sich als Rechtsanwalt nieder. Einen von 1956 bis 1961 geführten Rechtsstreit mit der Stadt um seine Pension als Oberbürgermeister verlor er. Die Stadt billigte ihm jedoch die Versorgungsbezüge eines Landgerichtsrates zu.